# Facultad de Psicología (Universidad Nacional de Córdoba)

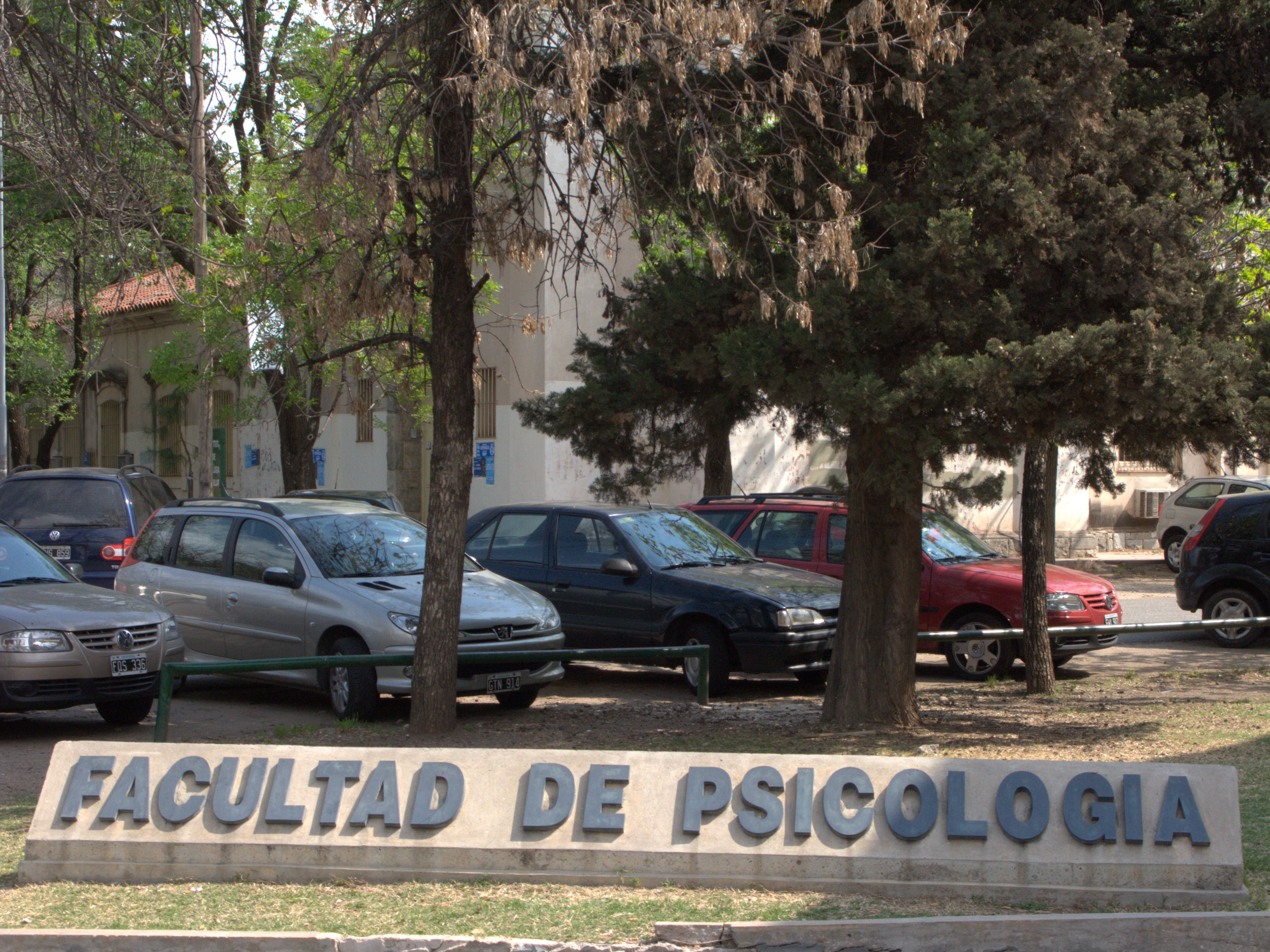
Universidad Nacional de Córdoba, Facultad de Psicología, Cartel

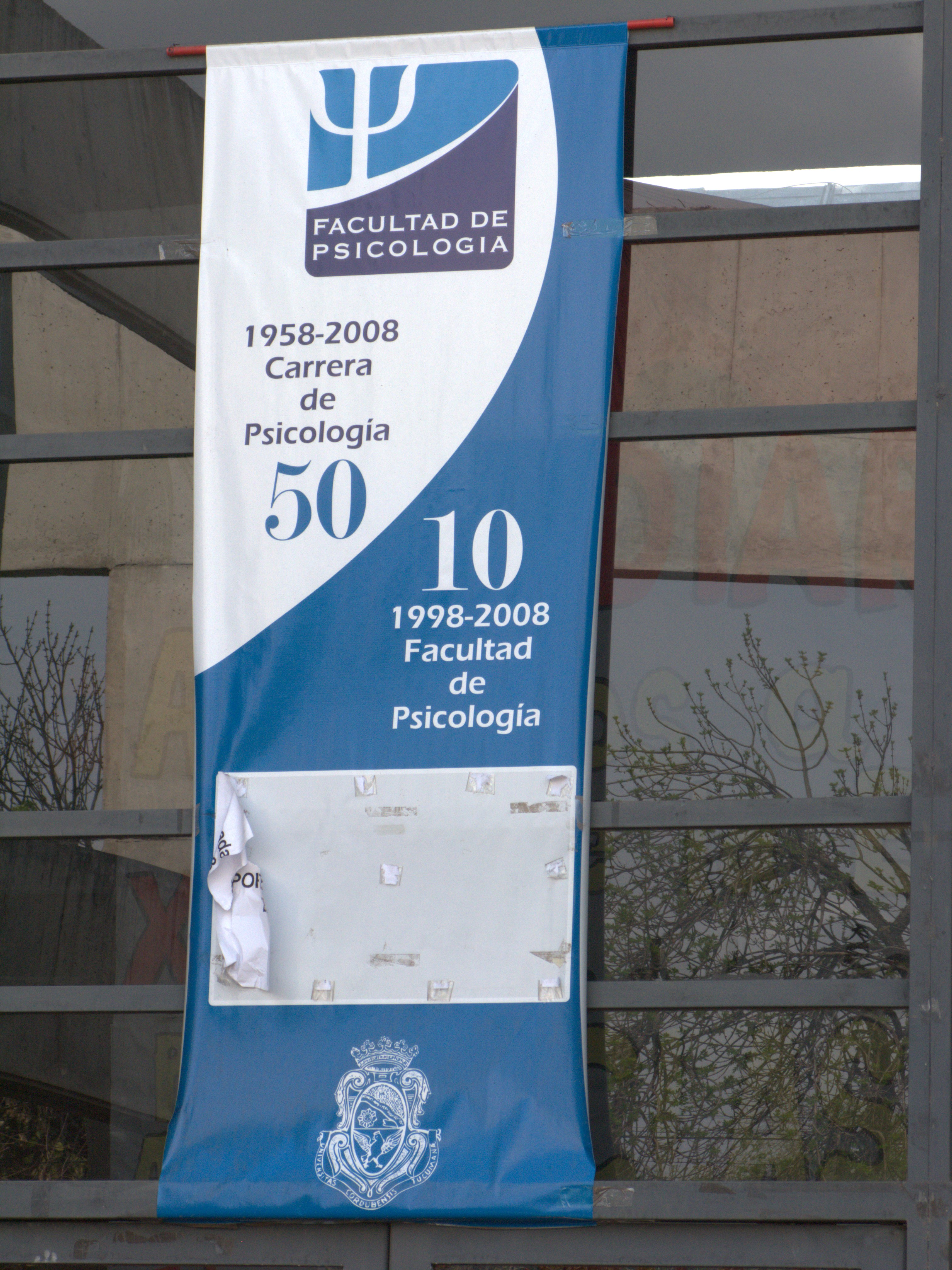
Universidad Nacional de Córdoba, Facultad de Psicología, Cartel con motivo del 50 aniversario

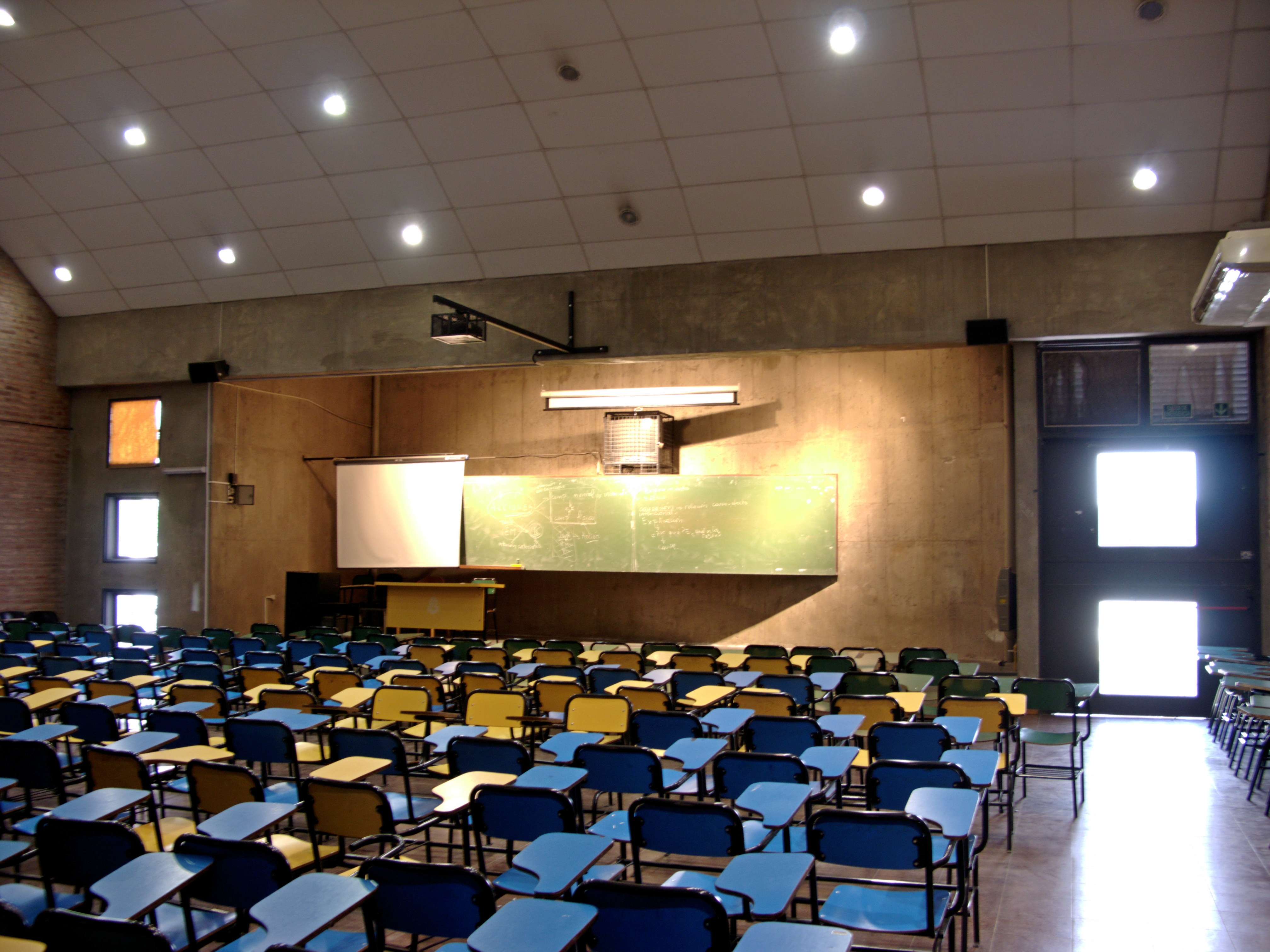
Universidad Nacional de Córdoba, Facultad de Psicología, Aula A

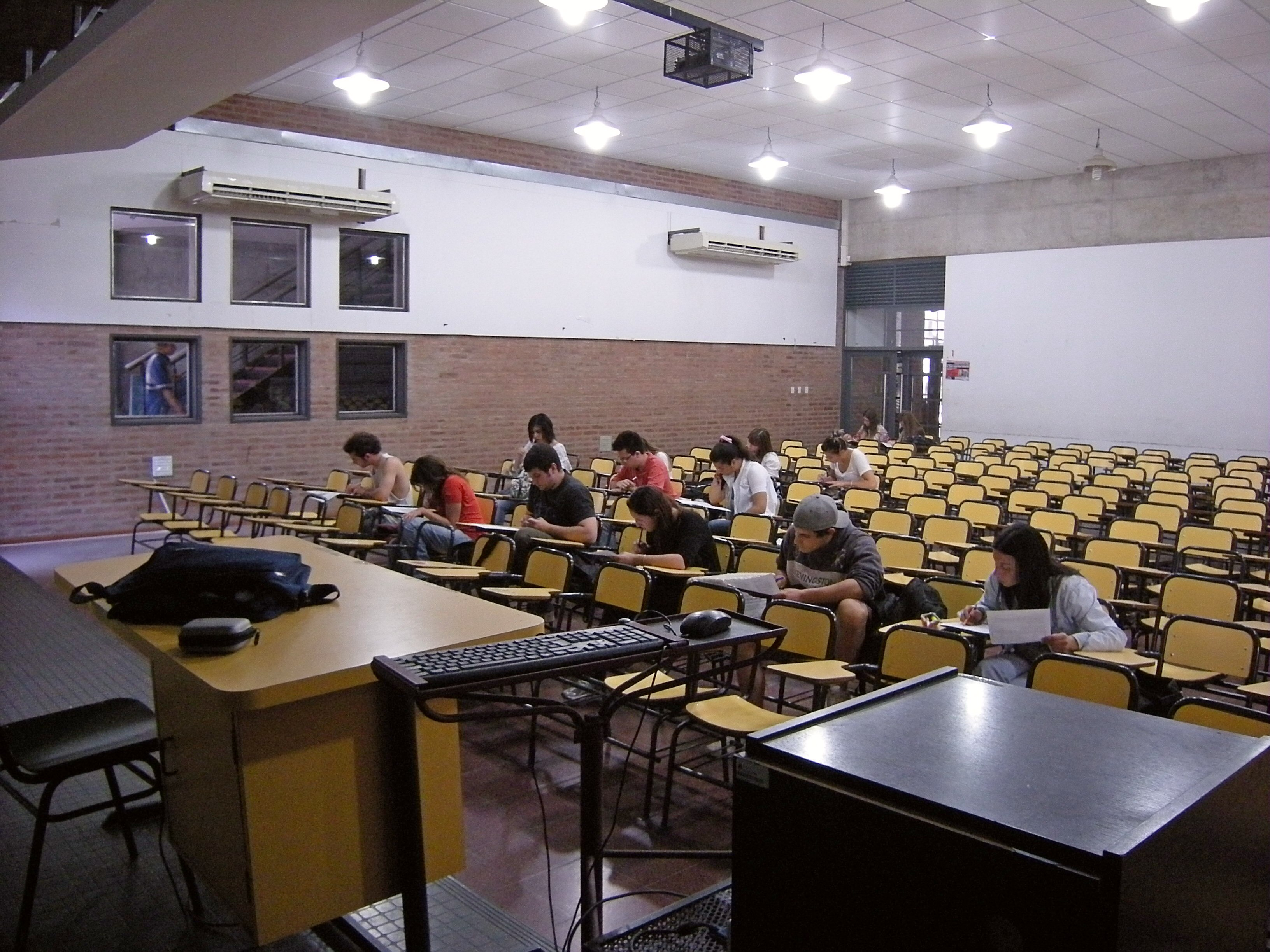
Universidad Nacional de Córdoba, Facultad de Psicología, Aula A

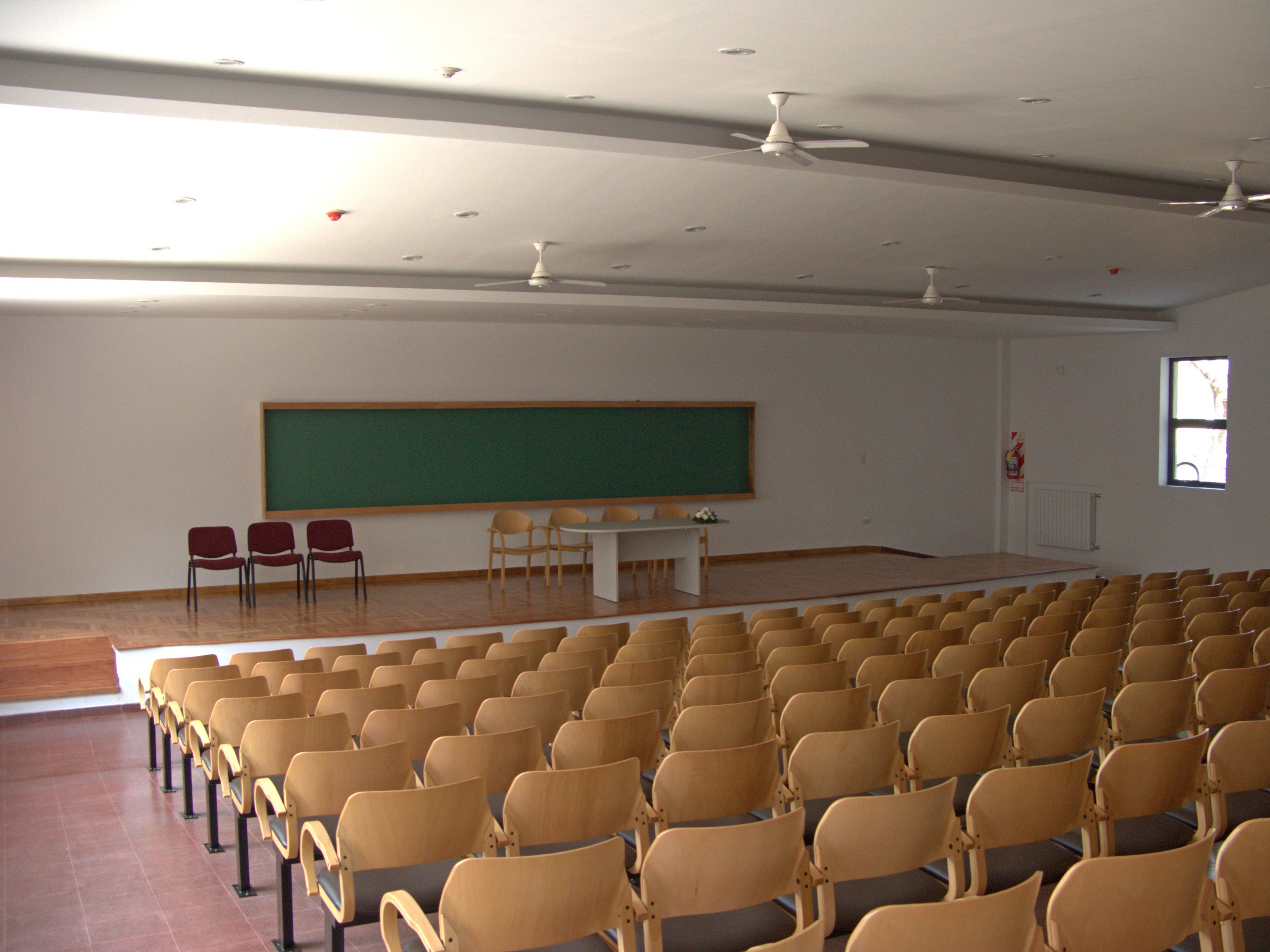
Universidad Nacional de Córdoba, Facultad de Psicología, Auditorio

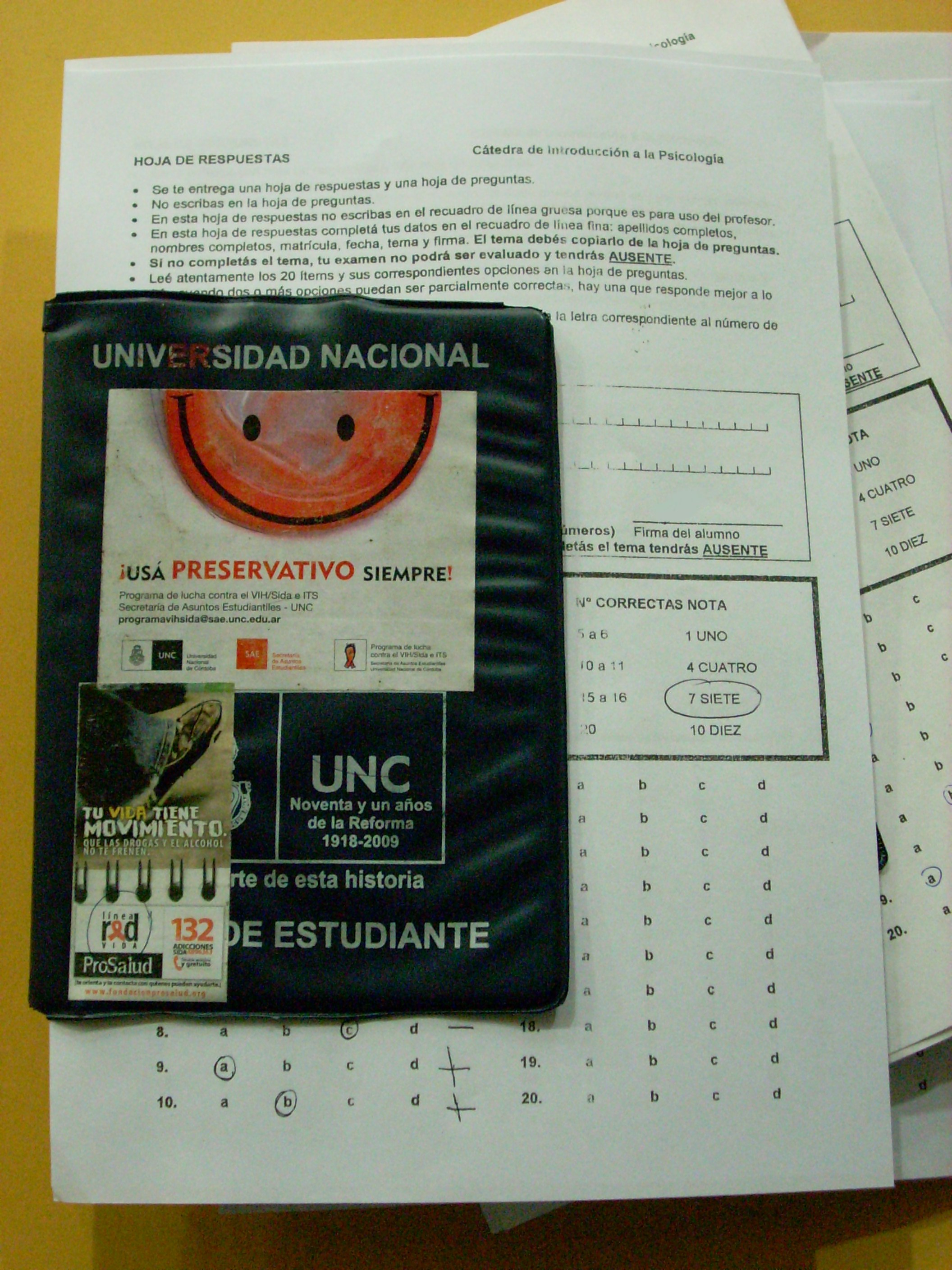
Universidad Nacional de Córdoba, Facultad de Psicología, antigua libreta y exámenes

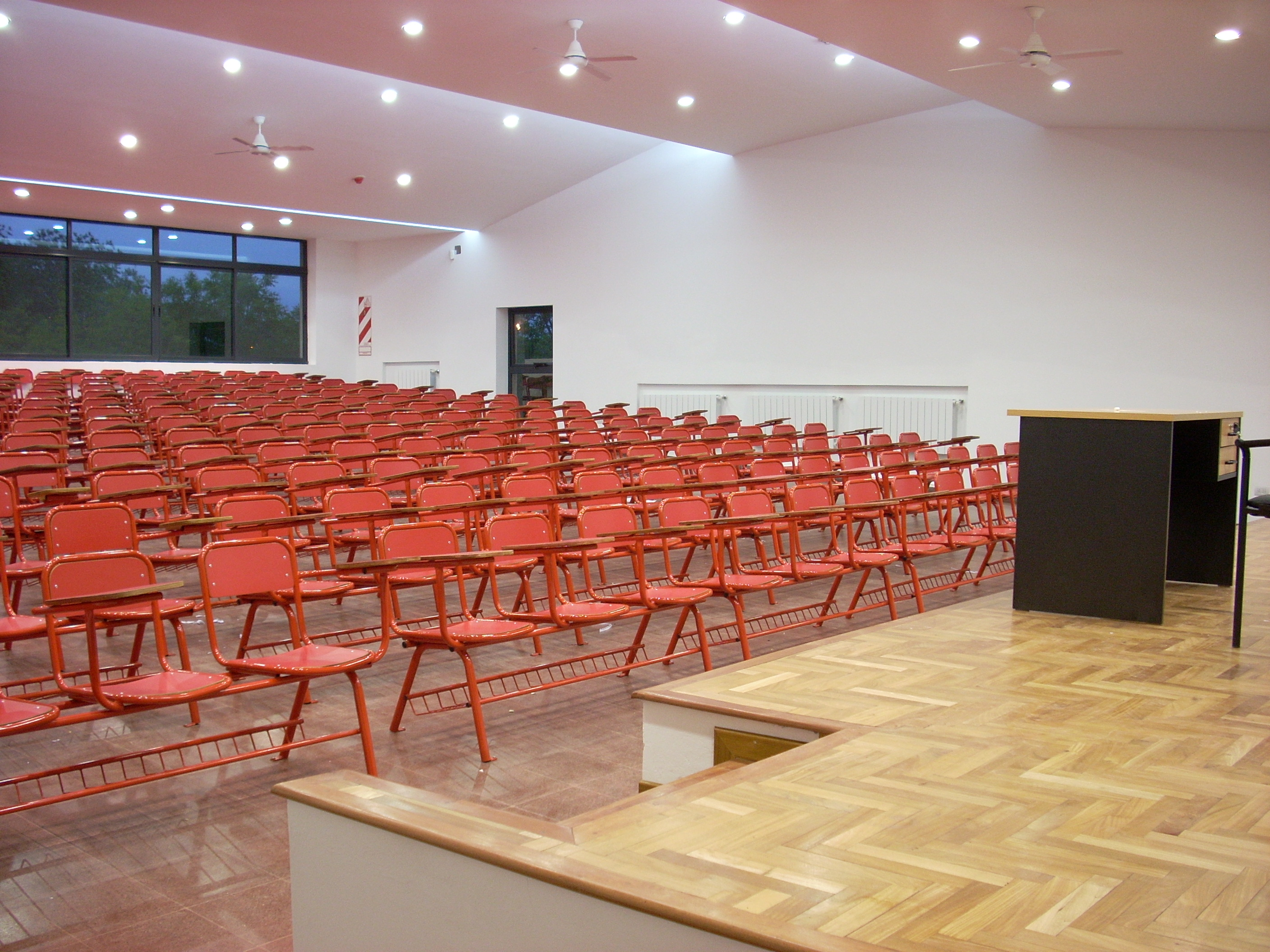
Universidad Nacional de Córdoba, Facultad de Psicología, Aula G

La Facultad de Psicología (UNC) es una de las facultades de la Universidad Nacional de Córdoba (Argentina), ubicada en la Ciudad Universitaria. En ella se imparten los conocimientos relativos a la ciencia de la Psicología. Tiene alrededor de 25 900 estudiantes de grado y 1400 estudiantes de posgrado. Además de la formación profesional, la facultad desarrolla una amplia actividad de investigación y una extensa tarea extensionista. 
La Facultad cuenta con una Biblioteca compartida con la Facultad de Filosofía y Humanidades, en la que los alumnos pueden acceder a bibliografía especializada.

## Carreras
Se dictan las siguientes carreras de grado:
- Licenciatura en Psicología
- Profesorado en Psicología
- Tecnicatura Universitaria en Acompañamiento Terapéutico

Posgrado:
- Doctorado en Psicología
- Doctorado en Neurociencias
- Maestría en Teoría Psicoanalítica Lacaniana
- Maestría en Intervención e Investigación Psicosocial
- Maestría en Salud Mental
- Especialización en Psicología Clínica
- Especialización en Psicología Jurídica
- Especialización en Psicología del Trabajo y las Organizaciones
- Especialización en Adolescencia

## Investigación
En la Facultad se realizan múltiples proyectos de investigación avalados por la Secretaria de Ciencia y Tecnología, sobre las diferentes materias que constituyen la psicología.
Actualmente se desarrollan los siguientes proyectos:
- Estudio comparativo sobre la tecnofobia en sujetos adultos mayores (55-80 años) y adultos jóvenes (18-30 años).
- Aprendizaje Fetal: Implicancias del sistema opiáceo en la modulación de aprendizajes mediatizados por el etanol.
- Procesos y experiencias en la construcción de género.
- Estudio descriptivo acerca de las creencia farmacológicas sobre los efectos de las drogas en sujetos consumidores y no consumidores de substancias.
- La lógica y la topología de la sexuación en las tres axiomáticas en la obra de Jaques Lacan.
- Presentación gráfica de datos: características de su uso en el marco de la psicología latinoamericana y su rol en la adquisición de conocimientos académicos.
- Análisis de los efectos neurocomportamentales producidos por el uso y abuso de alcohol durante la adolescencia.
- Psicología Cognitiva y lenguaje: estudios sobre psicolingüística en lengua castellana. Percepción y producción del lenguaje.
- Vulnerabilidad política, prácticas políticas y sentimientos asociados.
- Evaluación del impacto de la relocalización de familias de villas a nuevos barrio en el marco del Programa ‘Mi casa mi vida’ en la ciudad de Córdoba durante el período 2003-2005.
- La participación política de los jóvenes cordobeses. Un análisis cualitativo de la construcción cognitiva acerca de lo político.
- Seguimiento integral del desarrollo infantil: Estudios psicométricos de la escala sid.
- Análisis del retrospectivo del desarrollo cumbre en adultos medios y mayores. (Proyecto bianual continuación).
- Las competencias necesarias para el aprendizaje en entornos virtuales. Un estudio exploratorio en la cohorte 2006 de ingresantes a la carrera de Lic. en Psicología UNC.
- Procesos de governace en la cadena de valor de artesanos textiles de la Córdoba.
- Adaptación a una escala de ansiedad ante los exámenes para estudiantes universitarios
- Evaluación de las competencias para investigar en estudiantes de psicología de la UNC.
- Análisis comparativo del tipo de respuesta dada al test de matrices progresivas de Raven
- Escala Especial, en tres grupos de niños de cuarto grado de EGB I con modalidades diferentes de

actividad física.
- El rol de la escuela en la formación de jóvenes resilientes. Una respuesta al desafío de las problemáticas adolescentes.
- Características de los servicios del área de salud mental en la ciudad de Córdoba.
- Estudio comparativo de las significaciones sobre el rol del psicólogo en el campo de la salud, por parte del equipo de salud de hospitales públicos nacionales de la ciudad de Córdoba.
- Alianza Terapéutica. Su incidencia en la permanencia o abandono en las terapias psicológicas.
- La construcción de conductas prosociales en niños y adolescentes de la ciudad de Córdoba.
- Desarrollo y validación de una versión revisada del inventario de autoeficacia para inteligencias múltiples (IAMI-R).
- Aspectos psicológicos de las adolescentes embarazadas que concurren al consultorio externo de las instituciones públicas.
- Educación Superior y Salud: Las adicciones en estudiantes universitarios.
- Procesos de desarrollos de competencia laborales en jóvenes trabajadores de la calle.
- Orden Normativo, Sujetos y Conflictos: Estudios de casos sobre la perspectiva de los directivos, profesores y alumnos de nivel medio.
- Ejercicio profesional de la psicología clínica y su relación con la capacitación de grado y postgrado.
- La perspectiva docente sobre textos infantiles. Segunda Etapa: Indagación Exploratoria en situación de capacitación.
- Freud en Córdoba 1920-1970, estado del arte.
- Participación de la amígdala extendida medial en el procesamiento feromonal. Su implicancia en mecanismo epilépticos.
- El aprendizaje y sus dificultades a nivel superior.
- Predictores del uso del condón en el sexo vaginal en la teoría de la conducta planificada en estudiantes universitarios femeninos.
- Representación social y subjetividad: compromiso psicosocial en torno al trabajo.
- Antecedentes de la psicología en Córdoba. Desarrollos de la disciplina en período preprofesional (segunda parte).

## Extensión
La Facultad desarrolla una extensa tarea extensionista a través de sus Programas, Servicios y Cursos
- Apoyo a programas de promoción, prevención y asistencia de la salud/salud mental en los ámbitos nacionales, provinciales y municipales
- Asistencia Psicológica de la Cátedra de Psicopatología II
- Calidad de Empleo (PCE). Asistencia técnica y formación para el desarrollo ocupacional
- Fortalecimiento Comunitario y Producción de Mecanismos de Soportabilidad Social en comunidades de la Provincia de Córdoba
- Gestión Psicosocial de Riesgos en emergencias y desastres (GPR)
- Intervención Grupal, Herramientas para el Trabajo con Grupos (PRO.IN.GRUPAL)
- Programa “Promoción Educativa y Organizacional para el trabajo en la Economía Popular»
- Programa de Asistencia Integral para Personas Travestis, Transexuales y Transgéneros
- Programa de Atención Clínica a la Comunidad: Entrevistas, evaluaciones diagnósticas e intervenciones psicológicas
- Programa de Evaluación y Promoción del Bienestar Emocional
- Programa de Orientación Vocacional Ocupacional para jóvenes y adultos, abierto a la Comunidad
- Programa de prevención en problemáticas de violencias
- Programa de Prevención y Asistencia Neurocognitiva a la Comunidad de Adultos Mayores
- Programa de Promoción Transdisciplinar y transcultural de la salud. Artes, cuerpo, performance, decolonialidad, género(s) y bienes comunes
- Programa Formación en Educación Animal con enfoque en Intervenciones Asistidas con Animales (IAA)
- Programa Nuevas subjetividades infanto juveniles en contextos-tecnoculturales
- Programa Prevención y Asistencia de Consumos Problemáticos
- Programa Ser Estudiante Universitario: Propuestas de Articulación entre la Secundaria y la Universidad
- Promoción de la convivencia y ciudadanía en escenarios educativos y comunitarios (PROCONVI)
- Promoción del Apego Seguro y Desarrollo Saludable en la Primera Infancia
- Psicoanálisis y Discursos Contemporáneos. Programa de Extensión de la Maestría en Teoría Psicoanalítica Lacaniana